# Flugplatz Pegnitz-Zipser Berg

i7
i11
i13
Der Flugplatz Pegnitz-Zipser Berg (ICAO-Code: EDQZ) ist der Flugplatz der oberfränkischen Stadt Pegnitz. Er wird von dem Flugsportverein Pegnitz e. V. betrieben und ist als Sonderlandeplatz zugelassen.

## Geografie
Der Flugplatz liegt etwa zwei Kilometer östlich von Pegnitz im Flurstück Lehen am Südhang des Zipser Berges auf einer Höhe von 532 bis 546 m ü. NN. Naturräumlich befindet sich der Flugplatz in den östlichen Ausläufern der Fränkischen Schweiz. Acht Kilometer südöstlich besteht der Truppenübungsplatz Grafenwöhr und nordöstlich steigt das Gelände zum Fichtelgebirge hin auf. 

## Geschichte
Das Gelände wurde 1974 mit personeller und technischer Hilfe der in Pegnitz stationierten US-Army eingeebnet und seit 1975 als Flugplatz genutzt. Im Jahr 2014 wurde das Rollfeld befestigt.

## Infrastruktur und Ausstattung
Der Flugplatz ist ein Sonderlandeplatz für Segel- und Motorflugzeuge bis 2000 kg MTOW sowie für Hubschrauber bis 4000 kg und hat keine geregelten Betriebszeiten. Der Halter des Flugplatzes ist der Flugsportverein Pegnitz e. V. Eine Landung ist nur nach Erlaubnis des Halters möglich (PPR). Der Platz hat den ICAO-Code EDQZ.
Es bestehen mehrere Wirtschaftsgebäude, zwei Hangars, eine Werkstatt, ein Tower (Frequenz 132,025 MHz) und es gibt eine Tankmöglichkeit. Die Grasbahn von knapp einem Kilometer Länge besitzt einen mindestens 8 Meter breiten Polyethylenstreifen von 935 m Länge. Ein Teilabschnitt davon ist auf 750 m Länge als Start- und Landebahn markiert.

## Zwischenfälle
- Am 18. Juni 2005 kam bei einem Schleppstart eine Morane-Saulnier Rallye 180T-D ins Trudeln, als die von ihr geschleppte Schleicher Ka 6 CR mehrfach die Schleppmaschine überstieg. Beide Flugzeuge stürzten daraufhin ab und wurden zerstört. Zwei Personen wurden verletzt.[3]
- Am 23. Dezember 2020 befand sich ein einmotoriger Schulterdecker vom Typ Cessna 172 Skyhawk auf dem Flug von EDML Landshut  nach EDQK Kulmbach. Der Pilot sendete einen Notruf und versuchte wohl auf EDQZ notzulanden. Das Leichtflugzeug mit dem Luftfahrzeugkennzeichen D-EGIR stürzte jedoch beim Landeanflug gegen 20:00 ca. vier Kilometer nordwestlich in unwegsames sumpfiges Gelände. Der alleinbeteiligte 28-jährige Pilot kam hierbei ums Leben.[4][5]

## Verkehr
Unmittelbar südlich des Flugplatzes verläuft die Staatsstraße St 2403, die in Pegnitz zur Bundesstraße 85/Bundesstraße 2 anschließt. Der ÖPNV bedient den Flugplatz nicht, die nächstgelegene Zustiegsmöglichkeit besteht am Bahnhof Pegnitz zu der Bahnstrecke Nürnberg–Cheb.